# Iancu Sasul
Iancu Sasul sau Ioan al V lea (n.  ? – d. 28 septembrie 1582, Lwów, Coroana Regatului Poloniei⁠(d), Polonia-Lituania) a fost domn al Moldovei (21 noiembrie 1579 – august 1582). Era fiul lui Petru Rareș cu soția sasului Jörg Weiss din Brașov.

## Domnie
Aflând din copilărie de la mama sa secretul nașterii lui, renunță la moștenire și pleacă la Constantinopol să-și încerce norocul în privința domniei. Aici, s-a însurat cu o principesă din neamul împărătesc al Paleologilor și, profitând de slaba situație a lui Petru Șchiopul din Moldova, se implică în lupta pentru domnie. Ajutat de banii împrumutați mai ales de la Bartolomeu Brutti, și de influența sorei sale Chiajna, care îl prefera pe Iancu oricui altcuiva pe tronul Moldovei, reușește să preia domnia în 1579.
Pe tot timpul domniei nu s-a remarcat decât prin jafuri și biruri nemaipomenite, inventând și văcăritul (din 10 vite, una era luată bir). Toate acestea se întâmplau pentru a-și plăti datoriile și pentru a strânge o avere cât mai mare. Brutti, venit cu Iancu, ajunge mâna dreaptă a acestuia, ocupându-se de afacerile bănești. Acestă poziție privilegiată a lui Brutti, o nemulțumește pe Chiajna, care pleacă și începe să-l sape pe Iancu, pentru a-l readuce pentru a doua oară pe tron pe Petru Șchiopul. Intrigile Chiajnei sunt sprijinite atât de plângerile boierilor aflați în pribegie, cât și de relațiile dubioase ale lui Iancu pe care le avea cu nemții. Aceste relații aveau ca scop să-i pregătească retragerea. Poarta hotărăște mazilirea și prinderea sa. Iancu fuge cu 100 de care cu avere, dintre care 40 numai cu bani, prin Polonia, pentru a se duce în Transilvania la moșiile cumpărate de curând. Este însă prins, i se ia averea și este ucis la Liov în septembrie 1582.